# Poggiridenti
Poggiridenti (lombardul: Pendulasch) település Olaszországban, Sondrio megyében. Lakosainak száma 1793 fő (2023. január 1.). Poggiridenti Piateda, Tresivio és Montagna in Valtellina községekkel határos.

## Népesség
A település népességének változása:
| Lakosok száma | 1916 | 1906 | 1793 |
|               | 2017 | 2018 | 2023 |